# ロイヤル・オードナンス L9

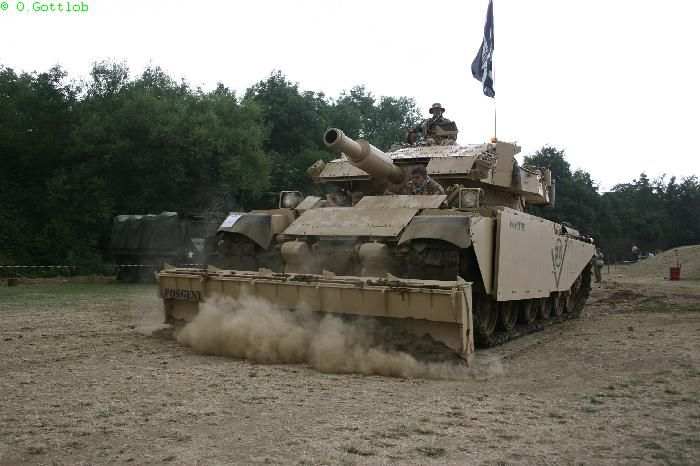
L9A1を搭載したセンチュリオンAVRE

ロイヤル・オードナンス L9 (Royal Ordnance L9) は第二次世界大戦後にイギリスのロイヤル・オードナンスで開発された、防御陣地の破壊用に設計された車載用の破砕砲である。
初期にはOrdnance BL 6.5 "Mk Iと呼ばれていたが、後に165mm L9 Demolition Gun(165mm L9 破砕砲)に改名された。

## 概要
ロイヤル・オードナンス L9は口径165mm、重量29kgの粘着榴弾(HESH)を2,400mの距離まで発射可能である。この砲弾には18kgの高性能爆薬が積載されている。
L9砲はチャーチルAVREの戦後型（AVRE Mk.VII）、およびセンチュリオンAVRE 165に搭載された。
この砲の主な使用目的は工兵の作戦上の障害物の破壊で、たとえば壁・フェンス・路上障害物の他、掩体壕や建物の破壊にも使用される。

## 形式・派生型

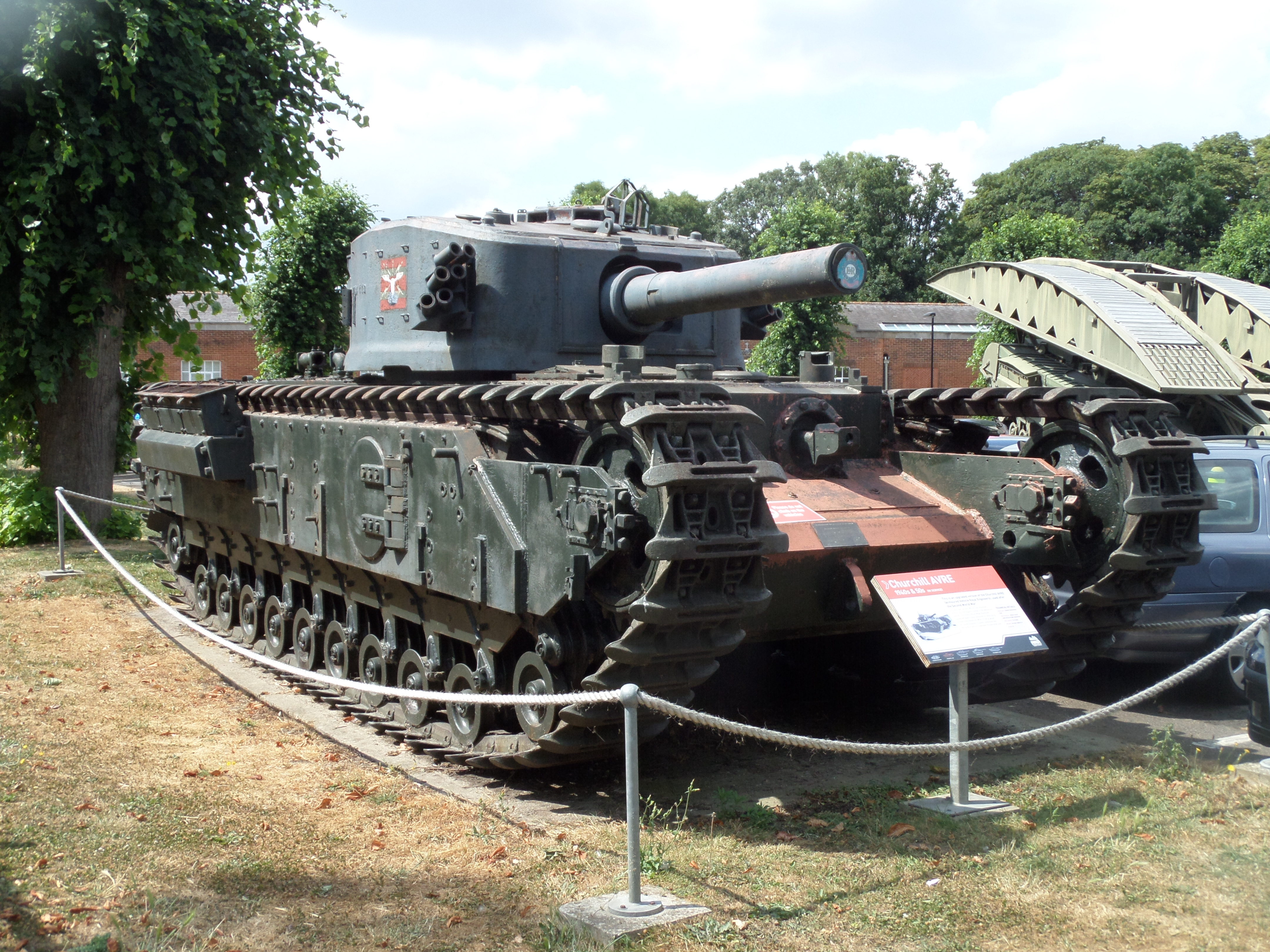
L9を搭載したチャーチルAVRE

L9
初期量産型。チャーチルAVRE Mk.VIIに搭載された
L9A1
砲身に排煙器(エバキュエーター)を装着した改良型。センチュリオンAVRE 165に搭載された。
M135
L9A1のアメリカ合衆国でのライセンス生産型で、M728戦闘工兵車に搭載された。